# Pyrota mariarum
Pyrota mariarum är en skalbaggsart som beskrevs av Champion 1891. Pyrota mariarum ingår i släktet Pyrota och familjen oljebaggar. Inga underarter finns listade i Catalogue of Life.